# Barrowland Ballroom
Barrowland Ballroom (även känd som Barrowlands) är ett danspalats och konsertarena i Glasgow, Skottland.

## Historia
Den ursprungliga byggnaden öppnade 1934 i ett handelsområde öster om Glasgows centrum, byggt av Maggie McIver, "Barras Queen". Området och byggnaden är uppkallade efter Glasgow Barrowland-marknaden . Byggnaden byggdes om helt efter att den till stor del förstördes av brand 1958 och öppnades igen den 24 december 1960. Byggnadens framsida är dekorerad med en stor animerad neonskylt.
Under de senaste åren har lokalen använts som konsertlokal med en kapacitet på 1 900 stående personer, bland annat känd för sin akustik. Simple Minds filmade videon till sin singel Waterfront från 1983 på Barrowlands. Intill själva balsalen finns Barrowland Park, där det finns en stig som visar namnen på många artister som har spelat på platsen. Nordirländska punkbandet Stiff Little Fingers har spelat utsålda konserter på platsen varje St Patrick's Day sedan 1992 och spelade in sitt Best Served Loud- album där 2016 för att fira 25 år på Barrowland.

## Bible John
Mellan 1968 och 1969 hittades tre unga kvinnor (Patricia Docker, Jemima McDonald och Helen Puttock) brutalt mördade efter utekvällar på Barrowland. Alla tre morden tillskrevs en man som polisen kallade Bible John efter att han citerat Bibeln ett flertal gånger i samband med morden. Likheter mellan morden fick polisen att tro att de var samma mans dåd. Mannen tog kontakt med alla tre kvinnorna vid Barrowland Ballroom innan han eskorterade dem hem och våldtog och kvävde dem inom meter från ytterdörren. 2007, efter mordet på Angelica Kluk, uppstod spekulationer om att seriemördaren Peter Tobin var Bible John på grund av likheter i modus operandi. Tobin besökte Barrowland regelbundet och flyttade till Brighton i slutet av 1969 när morden upphörde.